# José Salvador Sanchis
José Salvador Sanchis Tormo (Genovés, Valencia, 26 de marzo de 1963) es un ex ciclista español.
Es el padre de la ciclista Anna Sanchis, con la que coincidió en el Comunidad Valenciana, actuando él como director del equipo.

## Biografía
En 1982 fue 1.º en la Vuelta Ciclista a Murcia con lo que pasó a profesionales.
Consiguió la victoria en la 5.ª etapa de la Vuelta a Cantabria de 1986.
En 1990 tuvo una grave caída en la Vuelta a España, por lo que un año más tarde se retiró del profesionalismo. Puso una modesta tienda de bicicletas en Genovés y unos años más tarde, cuando el negocio le fue bien, la amplió en Játiva.

## Palmarés en las Grandes Vueltas
| Carrera         | 1985  | 1986 | 1987 | 1988  | 1989 | 1990 | 1991 |
| --------------- | ----- | ---- | ---- | ----- | ---- | ---- | ---- |
| Giro de Italia  | -     | -    | -    | -     | 24.º | -    | Ab.  |
| Tour de Francia | 128.º | Ab.  | 35.º | 111.º | -    | -    | -    |
| Vuelta a España | -     | 62.º | 61.º | -     | 48.º | Ab.  | 70.º |

-: no participa

Ab.: abandono